# أسا بريغهام
أسا بريغهام هو سياسي أمريكي، ولد في 31 أغسطس 1788 في مارلبورو في الولايات المتحدة، وتوفي في 3 يوليو 1844 في Washington-on-the-Brazos, Texas ‏ في الولايات المتحدة.